# Gustave Ricaux
Gustave Oscar Ricaux est un danseur et professeur de ballet français né à Paris 17e le 20 août 1884 et décédé à Aubagne le 24 octobre 1961. Il a épousé en 1921 à Paris Marguerite Juliette Berthe Cochin.
Il intègre le corps de ballet de l'Opéra de Paris en 1901 qu'il quitte une première fois en 1911 avant de le retrouver en 1919 pour une deuxième collaboration qui durera jusqu'en 1931.
En 1928, il forme un trio avec Eugène Fressé dit  Tillio et Germaine Mitty au Casino de Paris où ils dansent Rugby et La Fée verte, qu'ils reprennent en 1931.
Lorsque Gustave Ricaux met un terme à sa carrière de danseur, il commence une nouvelle fonction au sein de l'Opéra de Paris en tant que professeur de ballet, avec la responsabilité de tous les hommes, école et compagnie. Pour les élèves de l’école, il enseigne durant les cinq ans de formation, la classe d'une heure regroupe cinq niveaux. Chaque jour correspond a une classe différente, bien que la barre demeure toujours la même, une tradition à l’époque.
Il a eu notamment pour élevés , Serge Peretti, Paul Goubé,  Roland Petit, Jean Babilée, Claude Bessy. 
Il participa aussi à des courses cyclistes dont la Course des Artistes, préambule au Critérium des As, tenue à Longchamp et qu'il remporta le 24 septembre 1922 (photo lire en ligne sur Gallica).